# Russell Robinson
Russell Robinson (nacido el 24 de enero de 1986 en el Bronx, New York) es un jugador de baloncesto americano que en 2010 milita en las filas del Wilki Morskie Szczecin. Mide 1,85 metros, y juega en la posición de base.

## Trayectoria
Juega de base, mide 1.91 y se inició en high school con el equipo de Rice de New York. Se formó en la Universidad de Kansas con los que estuvo las cuatro temporadas de universitario, graduándose en comunicación. Con la Universidad de Kansas se proclamó campeón de la NCAA la temporada 2007-2008. La última temporada la ha jugado en la liga de desarrollo de la NBA, la NBDL con el equipo de Maine Red Claws con los que promedió 16.3 puntos y 3.20 recuperaciones. La pasada temporada fue compañero de equipo del pívot del Cajasol Sevilla, Paul Davis.
En 2009 jugó en los Maine Red Claws y en los Reno Bighorns de la Liga de Desarrollo de la NBA (D-League) donde promedió 16 puntos por partido en los 47 encuentros que disputó.
Robinson, campeón de la liga universitaria americana con Kansas en 2008, en 2010 formará junto a Josep Franch la pareja de bases del conjunto catalán. Su única experiencia en Europa fue en la temporada 2008-2009 cuando militó brevemente en el equipo turco del Erdemin Zonguldak.

## Trayectoria deportiva
- 2007-2008  Universidad de Kansas.
- 2008-2009  Erdemir Zonguldak  Turquía.
- 2009-2010  Maine Red Claws  Estados Unidos.
- 2009-2010  Reno Bighorns  Estados Unidos.
- 2010-2011  Club Joventut de Badalona  España.
- 2011-2012  Trabzonspor Basketbol  Turquía.
- 2012-2013  Angelico Biella  Italia.
- 2013 Turów Zgorzelec  Polonia.
- 2013-2014  Stelmet Zielona Góra  Polonia.
- 2014 Champville SC  Líbano.
- 2014 Austin Spurs  Estados Unidos.
- 2014-2015 Stelmet Zielona Góra  Polonia.
- 2015 EK Kavala  Grecia.
- 2015- Wilki Morskie Szczecin  Polonia.